# Maria Isabel d'Orleans (comtessa de París)
Maria Isabel d'Orleans, princesa d'Orleans (Sevilla 1848 - Villamanrique de la Condesa (província de Sevilla) 1919). Princesa de sang de França de la Casa dels Orleans amb el tractament d'altesa reial que per gràcia de la reina Isabel II d'Espanya fou elevada al rang d'infanta d'Espanya amb el tractament d'altesa reial.
Nascuda a Sevilla el dia 21 de setembre de 1848, essent filla del príncep Antoni d'Orleans i de la infanta Lluïsa Ferranda d'Espanya. Maria Isabel era neta per via paterna del rei Lluís Felip I de França i de la princesa Maria Amèlia de Borbó-Dues Sicílies mentre que per via materna ho era del rei Ferran VII d'Espanya i de la princesa Maria Cristina de Borbó-Dues Sicílies.
El 30 de maig de l'any 1864, a l'edat de 16 anys, es casà a Kingston-on-Thames (Anglaterra) amb el príncep Felip d'Orleans, cap de la casa reial de França. Felip era fill del príncep Ferran Felip d'Orleans i de la duquessa Helena de Mecklenburg-Schwerin. La parella tingué vuit fills:
- SAR la princesa Amèlia d'Orleans, nada el 1865 a York House a la localitat de Twickenham (Anglaterra) i morí el 1951 a Versalles. Es casà amb el rei Carles I de Portugal.

- SAR el príncep Felip d'Orleans, nat a York House a la localitat de Twickenham (Anglaterra) el 1869 i morí el 1926 a Palerm. Es casà amb l'arxiduquessa Maria Dorotea d'Àustria el 1896 a Viena.

- SAR la princesa Helena d'Orleans, nascuda el 1871 a Twickenham (Anglaterra) i morta el 1951 a Florència. Es casà en primeres noces amb el príncep Manuel Filibert de Savoia-Aosta i en segone núpcies amb Otto Campini.

- SAR el príncep Carles d'Orleans, nascut el 1875 i mort el mateix any.

- SAR la princesa Isabel d'Orleans, nascuda a Stowe House (Anglaterra) i morta el 1961 a Larache (Marroc). Es casà amb el príncep Joan d'Orleans, duc de Guisa.

- SAR el príncep Jaume d'Orleans, nascut el 1880 i mort el 1881.

- SAR la princesa Lluïsa d'Orleans, nascuda el 1882 a Stowe House (Anglaterra) i mort a Madrid el 1958. Es casà amb el príncep Carles de Borbó-Dues Sicílies.

- SAR el príncep Ferran d'Orleans, nascut el 1884 i mort el 1924. Es casà amb la marquesa de Valdeterrazo.

Maria Isabel i Felip crearen un ambient culte i refinat que permeté als prínceps d'Orleans vincular-se amb les principals monarquies catòliques europees del moment: Àustria, Borbó-Dues Sicílies, Savoia-Aosta i Orleans.
Els prestigi aconseguit pels comtes de París i les seves magnífiques relacions amb la Casa Reial britànica feren que s'elegís la princesa Helena d'Orleans, filla dels comtes, com a esposa del príncep hereu Albert Víctor del Regne Unit, fill primogènit dels llavors prínceps de Gal·les i després reis Eduard VII del Regne Unit i Alexandra de Dinamarca. Ara bé, el problema religiós i la negativa de la princesa d'abandonar el catolicisme desferen la idea d'unir les cases d'Orleans i del Regne Unit.
Altres foren els pretendents de les princeses Orleans, la princesa Helena fou l'elegida pel tsar Alexandre III de Rússia per convertir-se amb esposa del tsarevitx i posterior tsar Nicolau II de Rússia per tal d'establir, d'aquesta forma, una unií duradora entre França i Rússia. En aquest cas la negativa de Nicolau fou el fet que feu fracassar la relació que ja es donava per feta, en aquell moment Nicolau ja estava enamorat de la princesa Alexandra de Hessen-Darmstadt.
Maria Lluïsa morí el 1919, vint-i-cinc anys després que el seu espòs, a la localitat sevillana de Villamanrique de la Condesa a l'edat de 71 anys.